# Yoshikazu Nonomura
Yoshikazu Nonomura (野々村 芳和 Nonomura Yoshikazu?), född 8 maj 1972 i Shizuoka prefektur, är en japansk före detta fotbollsspelare.
Nonomura började sin karriär 1995 i JEF United Ichihara. 2000 flyttade han till Consadole Sapporo. Han avslutade karriären 2001.